# Thomas Bourke
Thomas mac Edmund Albanach Bourke  (mort en 1402) est le 2e seigneur de Mayo de 1375 à 1402

## Origine
Sir Thomas mac Edmund Albanach Bourke, est le fils né du premier mariage d'Edmund Albanach de Burgh avec  Sabina (Sadhbh Ni Maillie) fille de Diarmaid mac Owen Ó Máille (Ó Malley)

## Biographie
Les Annales des quatre maîtres relèvent sa mort et précisent qu'une querelle de prééminence pour le titre de Mac William éclate  entre le seigneur de Clanricard  Ulick II an Fhiona Burke Mac William Uachtar, le fils de Richard Óg Burke, qui se fait élire « Mac William »; et Walter Bourke,  3e Mac William Íochtar, le fils de Thomas,

## Unions et postérité
Thomas mac Edmund Albanach de son épouse la fille de O' Connor, laisse cinq fils dont:
- Walter Bourke de Shruel & Culeagh
- Edmund na Féasóige Bourke
- Tomás Óg Bourke de Moyne
- Risdeárd  de Turlogh
- Seaán Bourke de Munter-Creaghan, tánaiste (†  1456) [5]

## Sources
- (en) T.W Moody, F.X. Martin, F.J. Byrne A New History of Ireland , Volume IX Maps, Genealogies, Lists. A companion to Irish History part II . Oxford University Press réédition 2011  (ISBN 9780199593064).
- (en)  Martin J. Black Journal of the Galway Archeological and Historical Society Vol VII n°1 « Notes on the Persons Named in the Obituary Book of the Franciscan Abbey at Galway » 1-28.